# Географија Африке
Африка је континент у коме се налази 56 држава. Простире се на 30.244.050 km², укључујући и острва.
Од Европе је одвојена Средоземним морем, а од Азије Црвеним морем. Африка се на североистоку спаја са Азијом у Суецу, корз који је прокопан Суецки канал). У геополитичкој представи континената Синај (део Египта), који се налази источно од Суецког канала, се сматра делом Африке. Од најсеверније тачке (у Мароку) до најјужније тачке (у Јужноафричкој Републици) Африка је дугачка 8000 km. Са истока на запад, Африка је дугачка 7400 километара. Дужина обале Африке је 26.000 километара.